# Richard Greene
Richard Marius Joseph Greene (25 de agosto de 1918 - 1 de junho de 1985) foi um ator de cinema e televisão britânico. Ele apareceu em mais de 40 filmes, e foi talvez mais conhecido pelo papel principal na série de TV britânica The Adventures of Robin Hood, que durou 143 episódios entre 1955 e 1960.